# Zoran Radmilović
Zoran Radmilović, född 11 maj 1933 i Zaječar, Kungariket Jugoslavien, död 21 juli 1985 i Belgrad, Socialistiska federationen Jugoslavien, var en serbisk skådespelare. Hans internationellt mest kända filmroll var som Radmilović i Dušan Makavejevs film W.R. – Kroppens mysterier (1971).
Radmilović studerade juridik, arkitektur och filologi vid Belgrads universitet innan han blev skådespelare.